# Moses (Bruch)

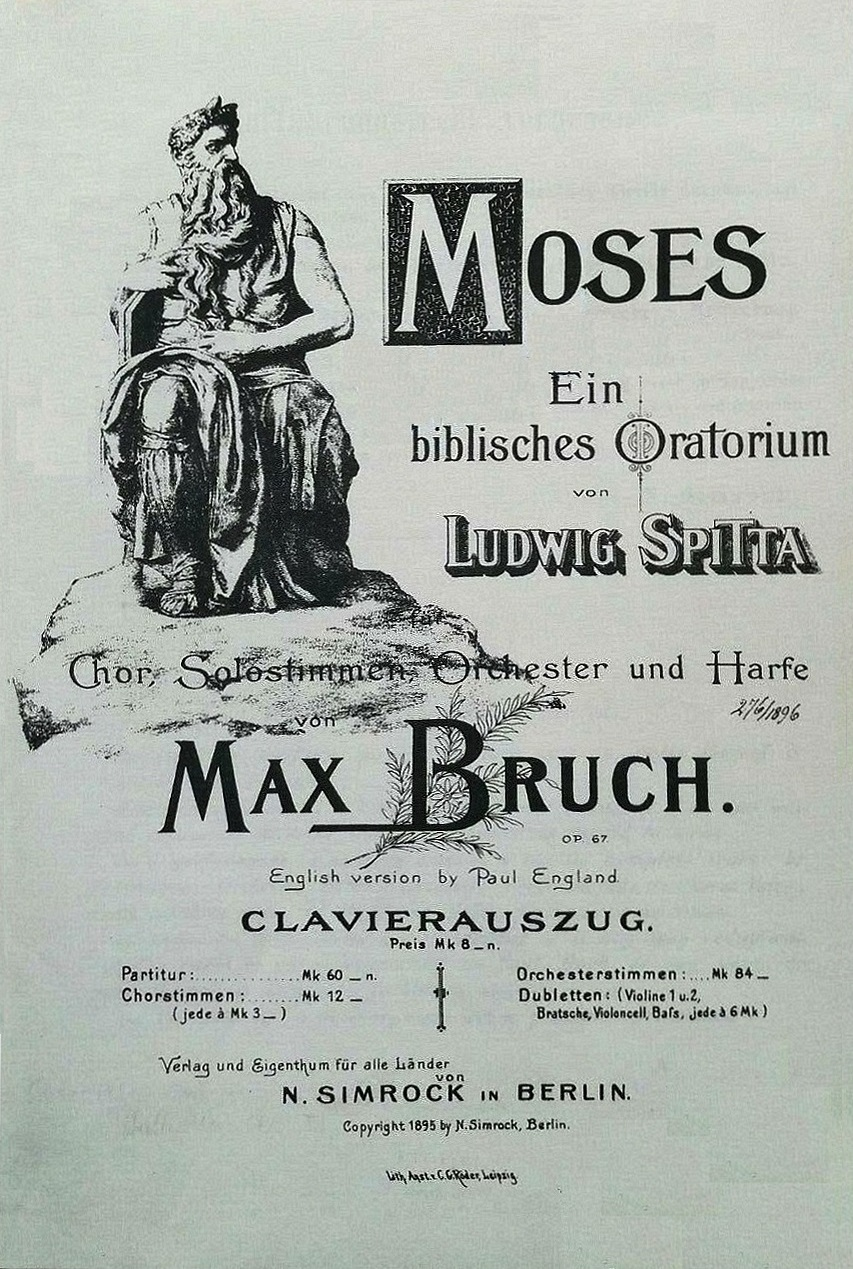
Max Bruch, Moses, Klavierauszug 1895

Moses, op. 67 ist ein Oratorium von Max Bruch. Es hat die biblische Figur Mose zum Thema.

## Entstehung
Erste Pläne für das Oratorium hatte Bruch bereits im Jahr 1889. Die eigentlichen Arbeiten begannen aber erst 1894, nachdem Bruch sich in Berlin etabliert hatte. Der Theologe Ludwig Spitta, Bruder des Musikwissenschaftlers Philipp Spitta, begann Anfang 1894 mit der Arbeit an einem Libretto.
Am 19. Januar 1895 wurde Moses unter Bruchs Leitung in Barmen uraufgeführt.

## Handlung
Das Oratorium ist in vier Teile unterteilt. Die Handlung beginnt mit Moses’ Aufenthalt auf dem Berg Sinai, wo er die Zehn Gebote erhält (1. Teil). In der Zwischenzeit verehrt das Volk das Goldene Kalb, worauf Moses nach seiner Rückkehr mit Zorn reagiert (2. Teil). An der Grenze zu Kanaan spähen israelitische Kundschafter das Land aus; wenig später kommt es zur Schlacht gegen die Amalekiter (3. Teil). Moses, der die Israeliten durch die Wüste geführt hat, stirbt vor dem Überschreiten des Jordan ins Gelobte Land (4. Teil).

## Wirkung
Nach weiteren Aufführungen im Jahr 1896 in Bonn, Düsseldorf, Schwerin, am 7. Mai 1896 zur Zweihundertjahrfeier der Berliner Akademie unter Joseph Joachim und in Gotha verschwand Moses aus dem Repertoire. Eine weitere Aufführung fand am 6. Februar 1896 in Baltimore statt.
Bruch hielt Moses für einen Fortschritt in seinem Kompositionsstil. Nach Meinung des Bruch-Biographen Christopher Fifield ist eher das Gegenteil der Fall. Bruch selbst war der Meinung, das Verschwinden des Oratoriums aus dem Repertoire sei in der Aufführung unter Joseph Joachim und dessen »unglaublicher Unfähigkeit als Chor- und Massendirigent« begründet.